# Perkele (glazbeni sastav)
Perkele je švedski glazbeni sastav iz Göteborga, koji je započeo 1993. godine. 
Sviraju uglavnom Oi! punk u kojoj opisuju situaciju radničke klase u Švedskoj a ostatku svijeta govore kako bi trebali biti ponosni na ono što jesu.
Sastav je započeo s četveročlanom skupinom. Od 1996. djeluju s trojicom članova.

## Članovi sastava
- Ron - gitara, vokal
- Chris - bas-gitara, vokal
- Jonsson - bubnjevi

## Diskografija
- Nu får det vara nog (1994.)
- Det växande hatet (1994.)
- Kakafoni #6 (1994.)
- Aktion (1995.)
- 100% Adrenalin (1997.)
- Från Flykt Till Kamp (1998.)
- Working Class (2000.)
- Sonidos De La Calle (2000.)
- Voice Of Anger (2001.)
- Brewed In Sweden (2001.)
- No Shame (2002.)
- Göteborg (2003.)
- Stories From The Past (2003.)
- Days of punk (2003.)
- Confront (2005.)
- News from the streets (2006.)
- Our Music (2008.)
- Songs for you (2008.)
- Längtan (2008.)
- Forever (2010.)
- Punk Rock Army EP (2010.)
- The complete Perkele parcel (2011.)

## Vanjske poveznice
- Službena stranica  Arhivirana inačica izvorne stranice od 17. kolovoza 2012. (Wayback Machine)